# Estadio Rumiñahui
Het Estadio Rumiñahui is een multifunctioneel stadion in Sangolquí, een plaats in Ecuador. 
Het stadion wordt vooral gebruikt voor voetbalwedstrijden, de voetbalclub CSD Independiente del Valle maakte gebruik van dit stadion tot maart 2021. In het stadion is plaats voor 8.000 toeschouwers. Het stadion werd geopend in 1941.